# Raven Rock Mountain Complex
Raven Rock Mountain Complex (RRMC) é uma instalação militar do Governo dos Estados Unidos, localizada no interior da montanha Raven Rock, no estado da Pensilvânia.
Também conhecido como "A Rocha", o búnquer funciona como um centro de controle eletrônico que provê serviços informáticos para a Autoridade Nacional de Comando, Estado-Maior Conjunto, Escritório da Secretaria de Defesa e outros departamentos de defesa do país. Além disso, abriga centros operacionais de emergência paras as Forças Armadas dos Estados Unidos.
Outras designações para o complexo são Raven Rock Military Complex, Site R, "The Rock", NMCC-R (National Military Command Center Reservation), ANMCC (Alternate National Military Command Center), AJCC (Alternate Joint Communications Center), "Backup Pentagon" ou "Site RT".